# Morfinizm
Morfinizm – uzależnienie od zażywania morfiny – alkaloidu opium, który jest otrzymywany z makówki i łodyg maku.
Morfinizm rozwija się głównie u osób otrzymujących morfinę jako środek przeciwbólowy. Zarówno na Bliskim, jak i na Dalekim Wschodzie morfina była używana w charakterze używki, co prowadziło do uzależnienia i narkomanii.
Wyczerpujący opis ujemnych skutków morfinizmu po raz pierwszy został opublikowany przez jej odkrywcę Friedricha Wilhelm Sertürnera.
Na szerszą skalę po raz pierwszy przypadki morfinizmu zbadano i opisano podczas wojny secesyjnej w USA oraz tuż po niej, ze względu na masowe stosowanie morfiny przez ówczesnych lekarzy w szpitalach polowych podczas działań wojennych. Po zakończeniu walk pojawiło się wielu żołnierzy (weteranów), którzy opuszczając szpitale polowe nierzadko byli już uzależnieni od morfiny, która była im nadmiernie podawana przez medyków. Morfinizm należy do grona uzależnień o charakterze narkotycznym i był uważany za uzależnienie wcześniej niż alkoholizm czy nikotynizm.

Przeczytaj ostrzeżenie dotyczące informacji medycznych i pokrewnych zamieszczonych w Wikipedii.